# Andy Coe
Andy Coe is een Brits voormalig waterskiër.

## Levensloop
Coe werd in 1984 Europees kampioen in de Formule 1 van het waterski racing.

## Palmares
Formule 1
- 1984:  Europees kampioenschap
- 1984:  Diamond Race